# Attilio
Attilio  è un nome proprio di persona italiano maschile.

## Varianti
- Femminili: Attilia[1][4]

### Varianti in altre lingue
- Catalano: Atili[5]
- Latino: Atilius[1][2], Attilius[1]
- Polacco: Atyliusz
- Portoghese: Atílio[2]
- Spagnolo: Atilio[2][5]

## Origine e diffusione
Deriva da Atilius, poi divenuto Attilius, un gentilizio latino molto comune sin dalla prima età repubblicana, tipico della gens Atilia; etimologicamente risale, con tutta probabilità, ai nomi etruschi Atlenus o Atulenus e quindi, come per la maggioranza dei nomi etruschi, il suo significato è sconosciuto.
Ulteriori ipotesi, come quelle che lo riconducono al nome germanico Atto o ad antiche voci italiche quali atta ("papà") o atta ("persona con problemi di deambulazione") sono da considerarsi errate. 
In Italia può in parte costituire una ripresa rinascimentale del nome latino, ma la sua diffusione si deve in gran parte al successo del melodramma del Metastasio Attilio Regolo; il nome è diffuso principalmente al maschile, ma è registrata anche la forma femminile "Attilia"; è attestato in tutto il territorio nazionale, con maggiore frequenza nel Lazio.

## Onomastico
A Trino Vercellese viene ricordato, in data 28 giugno, un sant'Attilio, soldato della Legione Tebea e martire, che appare anche su numerosi calendari italiani; la sua figura tuttavia non è registrata in alcun martirologio, né negli Acta Santorum o in qualunque altro repertorio agiografico.

## Persone

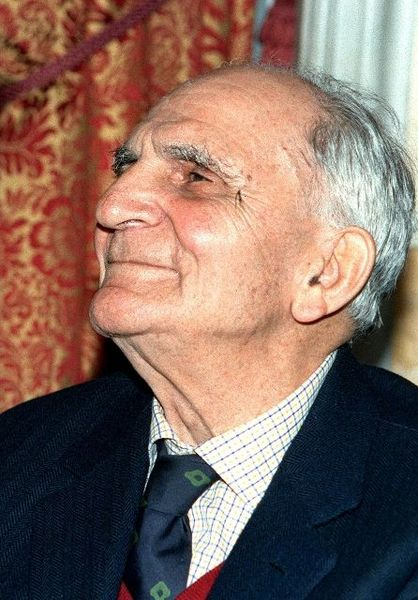
Attilio Bertolucci

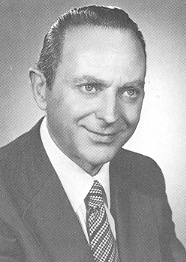
Attilio Ruffini

- Attilio Ariosti, compositore italiano
- Attilio Bandiera, patriota italiano
- Attilio Bertolucci, poeta italiano
- Attilio Bettega, pilota di rally italiano
- Attilio Brunialti, giurista, geografo e politico italiano
- Attilio da Empoli, economista e patriota italiano
- Attilio Deffenu, intellettuale e giornalista italiano
- Attilio Ferraris, calciatore italiano
- Attilio Fontana, politico italiano
- Attilio Lombardo, calciatore e allenatore di calcio italiano
- Attilio Marinari, critico e insegnante italiano
- Attilio Momigliano, critico letterario italiano
- Attilio Moroni, giurista e teologo italiano
- Attilio Mussino, illustratore e pittore italiano
- Attilio Nicora, cardinale italiano
- Attilio Perotti, allenatore di calcio, dirigente sportivo e calciatore italiano
- Attilio Piccioni, politico italiano
- Attilio Ruffini, politico e avvocato italiano
- Attilio Tesser, allenatore di calcio e calciatore italiano
- Attilio Vallecchi, editore italiano
- Attilio Zuccagni-Orlandini, geografo e cartografo italiano

### Variante Atilio
- Marco Atilio Regolo, politico romano
- Atilio Cremaschi, calciatore cileno
- Atilio Demaría, calciatore e allenatore di calcio argentino naturalizzato italiano
- Atilio García, calciatore argentino naturalizzato uruguaiano
- Atilio Granara Costa, calciatore argentino

### Variante Attilia
- Attilia Radice, ballerina e coreografa italiana

## Il nome nelle arti
- Il conte Attilio è un personaggio del romanzo di Alessandro Manzoni I promessi sposi.
- Attilia è un personaggio del melodramma  Attilio Regolo del Metastasio.
- Attilio De Giovanni è un personaggio del film del 2005 La tigre e la neve, diretto da Roberto Benigni.
- Attilio Gallucci è un personaggio della commedia di Eduardo De Filippo Ditegli sempre di sì.
- Attilio Speranzosi è un personaggio della serie televisiva Mario.